# 9月22日 (旧暦)
旧暦9月22日は旧暦9月の22日目である。六曜は赤口である。

## できごと
- 文治5年（ユリウス暦1189年11月2日） - 源頼朝が、奥州藤原氏討伐に功績のあった葛西清重を奥州総奉行に任命。奥州支配を確立
- 天和3年（グレゴリオ暦1683年11月10日） - 京都の大経師の妻おさんと手代茂兵衛が姦通のため処刑。西鶴『好色五人女』や近松『大経師昔暦』の題材。
- 明治元年（グレゴリオ暦1868年11月6日） - 会津藩主・松平容保が鶴ヶ城を開城。会津藩が官軍に降伏

## 誕生日
- 嘉永5年（グレゴリオ暦1852年11月3日） - 明治天皇、122代天皇（+ 1912年）

## 忌日
- 応長元年（ユリウス暦1311年11月3日） - 北条師時、鎌倉幕府10代執権（* 1275年）
- 寛政8年（グレゴリオ暦1796年10月22日） - 田沼意明、初代陸奥下村藩主（* 1773年）